# Andrena faceta
Andrena faceta är en biart som beskrevs av Laberge 1987. Andrena faceta ingår i släktet sandbin, och familjen grävbin. Inga underarter finns listade i Catalogue of Life.